# Hydromedusa
Hydromedusa – rodzaj żółwi z rodziny matamatowatych (Chelidae).

## Zasięg występowania
Rodzaj obejmuje gatunki występujące w Ameryce Południowej (Brazylia, Boliwia, Paragwaj, Argentyna i Urugwaj).

## Systematyka

### Etymologia
- Hydromedusa: gr. ὑδρομεδουση hydromedousē „władczyni wód”, od ὑδρο- hudro- „wodny-”, od ὑδωρ hudōr, ὑδατος hudatos „woda”; μεδω medō „władać, panować”[2].
- Chelomedusa: zbitka wyrazowa nazw rodzajów: Chelus A.M.C. Duméril, 1806 oraz Hydromedusa Wagler, 1830[3]. Gatunek typowy: Hydromedusa depressa J.E. Gray, 1856 (= Emys maximiliani Mikan, 1820).

### Podział systematyczny
Do rodzaju należą następujące gatunki: 
- Hydromedusa maximiliani (Mikan, 1820)
- Hydromedusa tectifera Cope, 1870 – hydromeduza argentyńska